# Blues from the Gutter
Blues from the Gutter — дебютний студійний альбом американського блюзового музиканта Чемпіона Джека Дюпрі, випущений у 1959 році лейблом Atlantic. 1992 року альбом занесено до Зали слави блюзу.

## Опис
Дебютний альбом піаніста і співака Чемпіона Джека Дюпрі був записаний 4 лютого 1958 року в Нью-Йорку інженером Томом Даудом. У записі взяли участь саксофоніст Піт Браун, гітарист Ларрі Дейл, контрабасист Венделл Маршалл і ударник Віллі Джонс.
Окрім власних композицій Дюпрі — кавер-версії «Goin' Down Slow» Джеймса Берка Одена, «Junker Blues» Віллі Голла, а також дві народні пісні «Frankie and Johnny» і «Stack-O-Lee». У 1959 році Atlantic Records випустив на синглі композиції «Frankie and Johnny»/«Strollin'» (Atlantic 2032) і «T.B. Blues»/«Junker's Blues» (Atlantic PD 7-8639).
Цей альбом став останнім записаним Дюпрі в США; у 1959 році він емігрував в Європу. У 1992 році альбом включений до Зали слави блюзу у категорії «Класичний блюзовий запис» (альбом).

## Список композицій
| Сторона А | Сторона А              | Сторона А          | Сторона А  |
| #         | Назва                  | Автор              | Тривалість |
| --------- | ---------------------- | ------------------ | ---------- |
| 1.        | «Strollin'»            | Чемпіон Джек Дюпрі | 4:31       |
| 2.        | «T.B. Blues»           | Чемпіон Джек Дюпрі | 3:38       |
| 3.        | «Can't Kick the Habit» | Чемпіон Джек Дюпрі | 3:39       |
| 4.        | «Evil Woman»           | Чемпіон Джек Дюпрі | 4:17       |
| 5.        | «Nasty Boogie»         | Чемпіон Джек Дюпрі | 3:06       |

| Сторона Б | Сторона Б            | Сторона Б          | Сторона Б  |
| #         | Назва                | Автор              | Тривалість |
| --------- | -------------------- | ------------------ | ---------- |
| 1.        | «Junker Blues»       | Вілл Голл          | 3:09       |
| 2.        | «Bad Blood»          | Чемпіон Джек Дюпрі | 3:56       |
| 3.        | «Goin' Down Slow»    | Джеймс Берк Оден   | 4:01       |
| 4.        | «Frankie and Johnny» | народна            | 3:03       |
| 5.        | «Stack-O-Lee»        | народна            | 3:57       |

## Учасники запису
- Чемпіон Джек Дюпрі — фортепіано, вокал
- Піт Браун — альт-саксофон (2, 4, 5, 6, 7, 9)
- Ларрі Дейл — гітара
- Венделл Маршалл — контрабас
- Віллі Джонс — ударні

Технічний персонал
- Джеррі Векслер — продюсер
- Том Дауд — інженер
- Лі Фрідлендер — фотографія
- Марвін Ізраел — дизайн